# Fog of War
«Nubes de guerra»  —título original en inglés: «Fog of War» es el sexto episodio de la segunda temporada de la serie de televisión estadounidense de ciencia ficción y drama Los 100. El episodio fue escrito por Kira Snyder y dirigido por Steven Depaul. Fue estrenado el 3 de diciembre de 2014 en Estados Unidos por la cadena The CW.
Las tensiones entre Clarke y Finn son altas, y Raven descubre que Mount Weather está interfiriendo con los sistemas de comunicación del Campamento Jaha. Mientras tanto, Jasper y Monty descubren la verdad sobre lo que sucede en Mount Weather.

## Argumento
La tensión crece entre Clarke y Finn, mientras Raven descubre que Monte Weather está interfiriendo con sus sistemas de comunicación. Mientras tanto, Jasper y Monty descubren la verdad sobre lo que está pasando en el interior de la montaña y Octavia se encuentra cara a cara con su peor pesadilla. Por último, el presidente Wallace está a punto de ser traicionado por aquellos más cercanos a él.

## Elenco
- Eliza Taylor como Clarke Griffin.
- Paige Turco como Abigail Griffin.
- Thomas McDonell como Finn Collins.
- Bob Morley como Bellamy Blake.
- Marie Avgeropoulos como Octavia Blake.
- Devon Bostick como Jasper Jordan.
- Lindsey Morgan como Raven Reyes.
- Ricky Whittle como Lincoln.
- Christopher Larkin como Monty Green.
- Isaiah Washington como Theloneus Jaha.
- Henry Ian Cusick como Marcus Kane.

## Continuidad
- El episodio marca la primera aparición de Harper en la segunda temporada desde We Are Grounders.
- El episodio marca la primera aparición de la Comandante Lexa.

## Recepción
En Estados Unidos, Fog of War fue visto por 1.86 millones de espectadores, de acuerdo con Tv by the Numbers.

### Recepción crítica
Caroline Preece escribió para Den of Geek: "Los fanáticos han rechazado lo que perciben como asesinato de personajes, por lo que el contraste entre Finn ahora y Finn en la primera temporada es muy marcado, y dado que la credibilidad de una gran parte de la narrativa ahora se basa en nuestra capacidad de reconciliar que el chico bueno del programa ahora es un asesino en masa, podría ser un problema". 
"En general, el programa parece mucho más interesado en cómo lo que el grupo vio en el episodio anterior afecta sus relaciones entre sí, en lugar de cualquier castigo al que Finn debería o podría ser sometido, y eso es un poco dudoso, pero es solo un síntoma de El ADN de la serie. La gente olvida que esto todavía es un drama adolescente de CW y, por grandioso que sea, se está escribiendo como tal".
Selina Wilken para Hypable dijo: "El episodio de esta semana de Los 100 planteó más preguntas que respuestas. Ninguna reunión fue según lo planeado, y nuestros héroes están en mayor peligro que nunca".
Carla Day calificó el episodio para TV Fanatic con una puntuación de 4.7/5 y agregó: "El viaje de Clarke y Finn juntos fue fascinante de ver desarrollarse. Así como ella no entendió al hombre parado frente a ella, él tampoco se conocía a sí mismo. Hay una sensación de descubrimiento personal para ellos como individuos y como pareja".
"La artimaña del comandante era brillante. Ella (Lexa) pudo ver sus verdaderas intenciones y corazones. Si bien todavía quiere sangre para las acciones de Finn, hay esperanza e incluso una ligera base para una alianza contra los Hombres de la Montaña".
""Fog of War" fue otro episodio sobresaliente. Fue una hora de transición entre el desencadenante de la guerra desde la masacre hasta la resolución de ese evento con los Arkers reuniéndose en Camp Jaha. Los siguientes dos episodios deberían ser más suspensivos con las amenazas que crecen en intensidad entre los tres grupos".